# CAMAC
Computer Automated Measurement And Control (CAMAC) ist als System zur Datenübertragung ein Bussystem zur Datenerfassung  und Experimentkontrolle in der Kern- und Teilchenphysik. Der Bus erlaubt den Datenaustausch zwischen Einsteckkarten (bis zu 24 in einem Überrahmen, Crate genannt) und einem sogenannten Crate-Controller, der dann eine Verbindung zu einem PC oder einem VME-CAMAC Interface herstellt.
Der Standard definiert die mechanischen, elektrischen und logischen Eigenschaften des parallelen Busses für die Einsteckkarten. Es wurden mehrere Standards für Systeme definiert, die aus mehreren Überrahmen bestehen. Darunter sind der „Parallel Branch Highway“ und der „Serial Highway“. Herstellerspezifische Interfaces wurden auch gebaut.
Der CAMAC Standard umfasst folgende IEEE Standards:
- 583 Der grundlegende Standard
- 683 Spezifikationen für die Blockübertragung (Q-stop und Q-scan)
- 596 Parallel Branch Highway systems
- 595 Serial highway system
- 726 Echtzeit-Basic für CAMAC
- 675 Auxiliary crate controller specification/support
- 758 FORTRAN-Routinen für CAMAC.

Innerhalb des Überrahmens werden die Steckkarten durch ihren Platz identifiziert (geographische Adressierung). Die Nummerierung beginnt links. Die beiden letzten Plätze sind für die Kontrollschnittstelle vorgesehen. Innerhalb eines Modules definiert der Standard 16 Unteradressen (0–15). Kommandos an das Modul sind über 32 (0–31) Funktionscodes spezifiziert. Dabei sind die Codes 0 bis 7 für Leseoperationen und 16 bis 23 für Schreiboperationen vorgesehen.
Zusätzlich dazu sind noch folgende globale Funktionen definiert:
- I – Crate inhibit (= blockieren, sperren)
- Z – Crate zero (= zurücksetzen)
- C – Crate clear (= Modulinhalte löschen)

Der ursprüngliche Standard war in der Lage 24 Datenbits pro Mikrosekunde zu übertragen. Spätere Revisionen unterstützen sogenannte „kurze Zyklen“ mit einer Transferzeit von 450 ns. Weitere Verbesserungen sehen es vor, die Zykluszeit individuell an die einzelnen Module anzupassen.